# Rashad Khalifa
Rashad Khalifa (arabisch رشاد خليفة Raschād Chalīfa, DMG Rašād Ḫalīfa; * 19. November 1935 in Kafr az-Zayyat; † 31. Januar 1990 in Tucson, Arizona, USA) war ein ägyptisch-amerikanischer Biochemiker, der als „Entdecker“ des „Korancodes“ (Code 19) bekannt wurde.

## Leben
Khalifa, ein ägyptischer Muslim, zog 1959 nach der Erlangung eines akademischen Grades an der Ain-Schams-Universität in die Vereinigten Staaten, wo er an der Arizona State University ein Studium der Biochemie begann und an der University of California promovierte. Später wurde er amerikanischer Staatsbürger, heiratete eine Amerikanerin und arbeitete als Chemiker für die Organisation der Vereinten Nationen für industrielle Entwicklung. Er gründete eine islamische Gruppe, welche sich als United Submitters International bezeichnet. Deren Glaubensgrundsätze beinhalten die Hingabe zu Gott (Islam), die Ablehnung der Sunna als eine Quelle der islamischen Rechtsprechung, und das Studium des Korans als einzige Quelle des Islams (Koranismus). Für viele Jahre war Khalifa Imam der Moschee in Tucson in Arizona.
1969 begann Khalifa, den Koran mit Hilfe von Computern mathematisch zu analysieren, und ihn auf bestimmte Zahlenfolgen zu untersuchen. 1974 gelangte er zu dem Schluss, dass er die gesuchte wunderliche Zahlenfolge gefunden hatte. Laut Khalifa ist das heilige Buch des Islam durchgängig mit der Zahl 19 codiert. Seine Annahme basiert auf dem Vers „Über ihm sind neunzehn (Engel).“ (in Sure 74:30). Im Verlaufe seines Lebens publizierte Khalifa zahlreiche Bücher über das „Wunder der 19“.
Anfangs wurden Khalifas Botschaften in der islamischen Welt relativ gut aufgenommen; dies allerdings änderte sich mit Gerüchten, dass er die Sunna ablehne. Überdies erschienen viele seiner Lehren bei den sunnitischen und schiitischen Gelehrten als ketzerisch. Er behauptete zum Beispiel, der Gesandte des Bundes aus dem Vers 3:81 zu sein. So setzt Khalifa seinen eigenen Namen in einen der Verse des Koran: „Wir haben dich (Khalifa) nur als Verkünder froher Botschaft und als Warner entsandt“ (25:56).
1990 wurde Khalifa in seiner Moschee in Tucson erstochen. 2012 wurde ein im kanadischen Calgary lebender trinidadischer Staatsbürger von den kanadischen Behörden an die Vereinigten Staaten ausgeliefert und dort wegen Mordes an Rashad Khalifa zu einer lebenslänglichen Haftstrafe verurteilt. Als Motiv des Täters wurde in der Urteilsbegründung eine Auseinandersetzung über Khalifas Thesen genannt.
Khalifas Name und die 19er-Theorie spielen in Anne Holts Krimi Gotteszahl eine Rolle.